# Saint-Laurent-sur-Oust
Saint-Laurent-sur-Oust (Gallo Saent-Laurantz-de-Grénoec, bretonisch Sant-Laorañs-Graeneg) ist eine französische Gemeinde mit 394 Einwohnern (Stand 1. Januar 2022) im Département Morbihan in der Region Bretagne.

## Geografie
Saint-Laurent-sur-Oust liegt rund 36 Kilometer nordöstlich von Vannes im Osten des Départements Morbihan.
Nachbargemeinden sind Ruffiac im Norden und Osten, Saint-Martin-sur-Oust im Süden, Saint-Congard im Südwesten und Westen sowie Missiriac im Nordwesten.

## Bevölkerungsentwicklung
| Jahr                       | 1962 | 1968 | 1975 | 1982 | 1990 | 1999 | 2006 | 2012 | 2019 |
| Einwohner                  | 262  | 271  | 272  | 293  | 281  | 271  | 319  | 385  | 381  |
| Quellen: Cassini und INSEE |      |      |      |      |      |      |      |      |      |

## Sehenswürdigkeiten

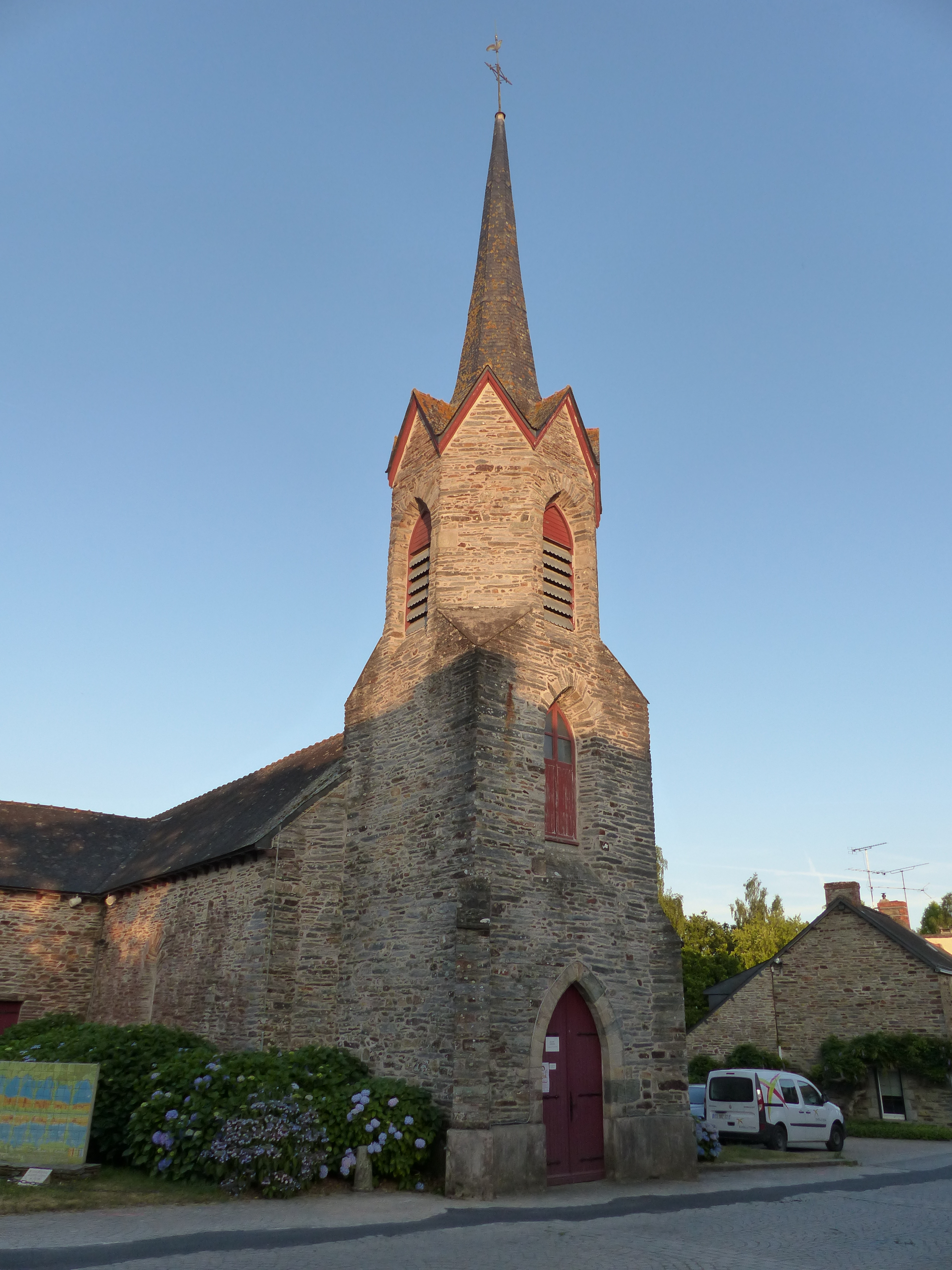
Kirche Saint-Laurent

- Menhir du Cimetière
- Kirche Saint-Laurent